# Euronat
Euronat é um resort naturista de férias próximo do resort naturista CHM Montalivet, em Grayan-et-l'Hôpital, França.
Após o sucesso da CHM Montalivet, tornou-se evidente a necessidade de ainda mais capacidade. A Euronat foi fundada por Hubert Lacroix (1931-1995) em uma floresta de pinheiros a 1 quilômetro da praia. O acesso é feito por um calçadão que atravessa dunas protegidas ou por uma estrada com estacionamento próximo à praia. Toda a área é naturista. A Euronat foi inaugurada em 1975. Possui 335 hectares (830 acres) de área, tornando-se o maior centro de férias naturistas da Europa. Possui licença para residência permanente.
A maior parte da área é ocupada por chalés, mas 8,1 hectares (20 acres) são reservados para caravanismo e 30 hectares (74 acres) para acampamentos. O local também conta com duas áreas de estacionamento para trailers. Dispõe de uma piscina coberta aquecida, uma nova piscina externa, uma piscina com toboágua ao ar livre, um amplo salão de conferências e um centro de talassoterapia. O centro oferece aulas de ginástica e sala de musculação; os serviços incluem massagens, banhos de lama e tratamentos com algas marinhas. Quadras de basquete e tênis estão localizadas perto da área de acampamentos.
O shopping center conta com 25 lojas, incluindo uma padaria, uma loja de vinhos, uma mercearia, uma peixaria e uma loja de artigos em geral. Entre suas ofertas culturais, a Euronat tem uma forte ligação com François Malkovsky (1889-1982), um defensor da "dança livre". No centro também há uma pizzaria, um restaurante de frutos do mar, um restaurante francês e uma sorveteria. Alguns bares completam o espaço.
De acordo com o regulamento do centro, os usuários devem adotar a nudez total em todas as áreas do Euronat, incluindo o shopping. As duas praias supervisionadas têm 1,5 km no total e contam com dois helipontos para uso de ambulâncias aéreas.